# 穎娃郡
穎娃郡（日语：／ Ei gun */?）是過去位于日本鹿兒島縣的一個郡，令制國時代為薩摩國的郡；已於1896年3月29日併入揖宿郡。
合併前的轄區包括：
- 穎娃村 （現在已分別併入南九州市及指宿市）